# Celeste (Uruguai)
Celeste (també conegut com a Poblado Celeste) és una entitat de població de l'Uruguai, ubicada al centre del departament de Salto.
Es troba a 67 metres sobre el nivell del mar. Té una població aproximada de 100 habitants.